# Чэнцзыхэ
Чэнцзыхэ́ (кит. упр. 城子河, пиньинь Chéngzǐhé) — район городского подчинения городского округа Цзиси провинции Хэйлунцзян (КНР). Название района происходит от протекающей по его территории реки Чэнцзыхэ («Река крепостной стены»: названа так потому, что протекает у подножия крепостной стены времён чжурчжэньской империи Цзинь).

## История
Когда в начале XX века в Маньчжурии были установлены структуры гражданского управления, то эти земли оказались под юрисдикцией уезда Мишань (密山县). В 1914 году в уезде были обнаружены залежи угля, и эти места стали активно заселяться.
В 1931 году Маньчжурия была оккупирована японскими войсками, а в 1932 году было образовано марионеточное государство Маньчжоу-го. В сентябре 1941 года эти земли вошли в состав нового уезда Цзинин (鸡宁县).
В 1945 году Маньчжурия была освобождена Советской армией. В 1946 году здесь был образован район Чэнгуань (城关区) уезда Цзинин. В 1948 году из прилегающих к району Чэнгуань деревень и посёлков был образован район Цзигуань (鸡冠区). В 1949 году уезд Цзинин был переименован в Цзиси.  В 1950 году районы Чэнгуань и Цзигуань были переименованы в Первый район (第一区) и Второй район (第二区) В январе 1956 года Первый район был переименован в посёлок Цзиси, а в мае того же года Второй район был ликвидирован, и вместо него были созданы волости Чэнцзыхэ и Лянцзяцзе. В марте 1957 года посёлок Цзиси был ликвидирован, а вместо него официально создан район Цзигуань городского округа Цзиси. В 1970 году из района Цзигуань был выделен район Чэнцзыхэ.

## Административное деление
Район Чэнцзыхэ делится на 5 уличных комитетов и 2 волости.
| № | Название | Название (кит.)  | Статус          | Население чел. (2010) | На карте                         |
| - | -------- | ---------------- | --------------- | --------------------- | -------------------------------- |
| 1 | Чэнцзыхэ | 城子河街道办事处 | уличный комитет | 45573                 | 45°20′47″ с. ш. 131°00′02″ в. д. |
| 2 | Чэнси    | 城西街道办事处   | уличный комитет | 16946                 | 45°20′47″ с. ш. 131°00′02″ в. д. |
| 3 | Чжэнъян  | 正阳街道办事处   | уличный комитет | 14766                 | 45°21′21″ с. ш. 131°04′41″ в. д. |
| 4 | Синхуа   | 杏花街道办事处   | уличный комитет | 14635                 | 45°20′47″ с. ш. 131°00′02″ в. д. |
| 5 | Дунхай   | 东海街道办事处   | уличный комитет | 13119                 | 45°22′08″ с. ш. 131°14′13″ в. д. |
| 6 | Чанцин   | 长青乡           | волость         | 11329                 | 45°20′15″ с. ш. 131°01′18″ в. д. |
| 7 | Юнфэн    | 永丰乡           | волость         | 10922                 | 45°18′55″ с. ш. 130°59′44″ в. д. |